# Hermann Drüe
Hermann Drüe (* 17. Mai 1933 in Bad Godesberg; † 13. Oktober 2022 in Bonn) war ein Universitätsprofessor der allgemeinen Psychologie der Universität zu Köln und habilitierter Professor der Philosophie (Phänomenologie) der Johannes Gutenberg-Universität Mainz.

## Leben
Drüe studierte ab 1953 in Bonn und München. Er erwarb das Diplom in Psychologie und absolvierte das philologische Staatsexamen. Im Jahr 1960 wurde er in Philosophie mit der Dissertation Husserls Stellung zur Psychologie promoviert. Nach praktischer Tätigkeit als Direktor des Schulpsychologischen Dienstes in Bonn wechselte er an die Universität Mainz und habilitierte sich dort mit der Schrift „Psychologie aus dem Begriff“  in Philosophie. Er erhielt Rufe nach Bamberg, Nijmegen und Köln, wo er von 1975 bis zu seiner Emeritierung im Jahr 1998 Direktor des Instituts für Psychologie war.

## Forschungsschwerpunkte
Drües Forschungsgebiet betraf das Verhältnis von Psychologie und Philosophie. Dem Forschungsstand der Nachkriegszeit entsprechend untersuchte er dieses Verhältnis zunächst bei Edmund Husserl. Unter Heranziehung des damals noch unveröffentlichten Nachlasses wies er nach, dass Husserl nicht nur – was bekannt war – in logischer Einsicht Antipsychologist war, sondern auch eine Psychologie als strenge Wissenschaft erstellen wollte. Deren theoretisches Gerüst konnte Drüe aus dem Nachlass vollständig aufweisen. In seiner Habilitationsschrift untersuchte er Hegels Psychologie der Person: In ihr spielt Erfahrung weder als Methode noch als Kriterium eine bedeutende Rolle. Das Subjektive verschwindet im Denken des Begriffs; die Passivität es Erlebens wird in den Charakter der Tätigkeit übersetzt. Die Entstehung der Person wird nicht als Ergebnis einer Genesis, sondern der Praxis und Poiesis gedeutet. Das Subjekt ist nur durch die Arbeit des Begriffs wahr.
In späteren Arbeiten untersuchte Drüe u. a. die Stellung von Philosophie und Psychologie in der Ästhetik, zum Beispiel bei Wilhelm Wundt, den Zerfall der Gottesbeweise in der Neuzeit und die Stellung des Gewissens im abendländischen Denken. In dem von Herbert Schnädelbach herausgegebenen Kommentar zu Hegels Enzyklopädie der philosophischen Wissenschaften bearbeitete er den subjektiven Geist.

## Werke
- Edmund Husserls System der phänomenologischen Psychologie. de Gruyter, Berlin 1963[2]
- Zur Psychologie der Verneinung, in: Bewußtsein, Bouvier, Bonn 1975
- Psychologie aus dem Begriff (Hegels Persönlichkeitstheorie), de Gruyter, Berlin / New York 1976[3]
- Der neuzeitliche Mensch und die Gottesbeweise, Zeitschrift für kath. Theologie 101, 1979
- Philosophie und Psychologie als Konkurrenten in der Ästhetik, in: Kunst  und Kunstforschung, Bouvier, Bonn 1983
- Die psychologische Ästhetik im Deutschen Kaiserreich, in: Ideengeschichte und Kunstwissenschaft, Gebrüder Mann, Berlin 1987
- Die Entwicklung des Begriffs Selbstgefühl in Philosophie und Psychologie, Archiv für Begriffsgeschichte, 37, 285–305, 1994
- Errungenschaften und Mängel der Deutung des Gewissens in der orthodoxen  Psychoanalyse, in: Schuld, Gewissen, Melancholie, Wydawnictwo IFIS PAN, Warschau 2000
- Die Philosophie des subjektiven Geistes, in: H. Schnädelbach (Hrsg.) Hegels „Enzyklopädie der philosophischen Wissenschaften“ (Kommentar), Suhrkamp, Frankfurt M. 2000